# Limnocharitaceae
Limnocharitaceae is een botanische naam, voor een familie van eenzaadlobbige planten. Een familie onder deze naam wordt de laatste decennia vrij algemeen erkend door systemen van plantentaxonomie, en zo ook door het APG-systeem (1998) en het APG II-systeem (2003).
Het gaat om een kleine familie van eenzaadlobbige kruidachtige waterplanten, die overal in de tropen en subtropen voorkomt. De familie telt drie geslachten: Butomopsis, Hydrocleys en Limnocharis.
Ook bij Cronquist (1981) is de plaatsing in de orde Alismatales.